# Scotinotylus
Scotinotylus là một chi nhện trong họ Linyphiidae.